# Paya Bakal
Paya Bakal is een bestuurslaag in het regentschap Muara Enim van de provincie Zuid-Sumatra, Indonesië. Paya Bakal telt 1435 inwoners (volkstelling 2010).